# Patryk Peda
 (août 2025).
Patryk Peda, né le 16 avril 2002 en Pologne, est un footballeur international polonais qui évolue au poste de défenseur central.

## Biographie

### En club
Né en Pologne, Patryk Peda est formé par le Legia Varsovie mais il n'y joue aucun match en professionnel et rejoint l'Italie le 21 janvier 2019, afin de s'engager en faveur de la SPAL.
Peda joue son premier match en professionnel le 18 septembre 2021, à l'occasion d'une rencontre de championnat face à la Reggina 1914. Il entre en jeu et son équipe est battue (2-1 score final).
Le 1er septembre 2023, Patryk Peda signe en faveur du Palerme FC mais il est toutefois prêté dans la foulée à la SPAL jusqu'à la fin de la saison. 

### En sélection
Patryk Peda compte quatre sélections avec l'équipe de Pologne des moins de 20 ans, obtenues entre 2021 et 2022.
Il joue son premier match avec l'équipe de Pologne espoirs le 23 septembre 2022 contre la Grèce. Il est titulaire et son équipe s'incline par un but à zéro.
Le 5 octobre 2023, Patryk Peda est convoqué pour la première fois avec l'équipe nationale de Pologne par le sélectionneur Michał Probierz. Il honore sa première sélection lors de ce rassemblement, le 12 octobre 2023 face aux îles Féroé. Il est titularisé et la Pologne s'impose par deux buts à zéro,.